# Ricardo Tormo
Pour les articles homonymes, voir Blaya et Tormo.
Ricardo Tormo Blaya, né le 7 septembre 1952 à Aiacor dans la commune de Canals (comarque de la Costera, Communauté Valencienne) et décédé le 28 décembre 1998 à Valence (Communauté Valencienne), est un pilote de moto valencien. Le circuit de Valence porte son nom en son honneur.

## Biographie
Il a été champion du monde deux fois dans la catégorie 50 cm3, d'abord en 1978 puis en 1981. Les deux fois avec une moto Bultaco, mais la seconde fois sans le soutien officiel de la marque.
En dehors de ces deux championnats du monde, Il a remporté quatre championnats d'Espagne dans la catégorie 50 cm3 et quatre dans la catégorie 125 cm3.
Il est décédé à Valence des suites d'une leucémie, diagnostiquée quelques années auparavant.
Pour honorer sa mémoire, le circuit de Valence situé à Cheste, où sont organisés les Grands Prix et d'autres courses importantes, porte son nom. Le nom officiel est ainsi le Circuit de Valence Ricardo Tormo.

### Sources
- (ca) Cet article est partiellement ou en totalité issu de l’article de Wikipédia en catalan intitulé « Ricardo Tormo Blaya » (voir la liste des auteurs).